# المركز الدولي للعدالة الانتقالية
المركز الدولي للعدالة الانتقالية أنشئ عام 2001 كمنظمة دولية غير حكومية متخصصة في مجال العدالة الانتقالية. يسعى المركز إلى تحقيق المحاسبة على الفظائع الجماعية والانتهاكات الجسيمة لحقوق الإنسان من خلال آليات العدالة الانتقالية.

## رسالة المركز
يعمل المركز على مساعدة الدول التي تسعى إلى تحقيق المحاسبة على انتهاكات حقوق الإنسان والفظائع الجماعية الماضية. يعمل المركز في المجتمعات الخارجة من الحكم القمعي أو النزاع المسلّح كما يعمل أيضاً في الديمقراطيات الناشئة حيث لم تتم بعد معالجة الانتهاكات الممنهجة ومظالم الماضي.
غالباً ما تلجأ الحكومات وغيرها ممن يسعون إلى تعزيز العدالة والسلام والمصالحة إلى مجموعة متنوعة من الردود على جرائم حقوق الإنسان. يساعد المركز في تطوير مناهج كليّة وشاملة ومركزة للعدالة الانتقلية مع التركيز على سبعة عناصر رئيسية هي: الملاحقات القضائية٬ البحث عن الحقيقة٬ إصلاح المؤسسات٬ العدالة الانتقالية والنوع الاجتماعي٬ جبر الضرر٬ العدالة والسلام٬ النصب التذكارية.
ويلتزم المركز بناء القدرات المحلية وتعزيز مجال العدالة الانتقالية. كذلك يعمل مع المنظمات الشريكة والخبراء من حول العالم. يوفر المركز المعلومات الصالحة للمقارنة٬ وتحليل للقوانين والسياسيات٬ والتوثيق٬ والأبحاث الاستراتيجية للمؤسسات المعنية بالعدالة والبحث عن الحقيقة وللمجتمع المدني وللحكومات ولغيرها.

## تاريخ المركز
فيما كانت منظمات حقوق الإنسان تركز تقليدياً على توثيق الانتهاكات والضغط ضد الإساءة٬ تأسس المركز الدولي للعدالة الانتقالية على مفهوم جديد للدفاع عن حقوق الإنسان ألا وهو مساعدة المجتمعات من خلال تحقيق المحاسبة على الجرائم الماضية بعد فترة من الحكم القمعي أو النزاع المسلح.
لقد نشأت فكرة المركز الدولي للعدالة الانتقالية أثناء اجتماع لبحث إستراتيجية العدالة الانتقالية استضافته مؤسسة فورد في إبريل/نيسان 2000، حيث تجمع أكثر من أربعة وعشرين مشاركاً، من بينهم خبراء القانون، ودعاة حقوق الإنسان، والنشطاء في هذا المجال، لبحث سبل المساهمة في تحقيق العدالة الانتقالية.
وأعرب المشاركون عن تأييد واسع لإنشاء منظمة جديدة تركز على العدالة الانتقالية. وفيما بعد، كلفت المؤسسة ثلاثة مستشارين هم – أليكس بورين وبريسيلا هينر وبول فان زيل – بوضع خطة لإنشاء مثل هذه المنظمة. وتلقت خطتهم الأولية المقترحة، ومدتها خمس سنوات، دعماً مالياً من مؤسسة فورد، و مؤسسة جون د. وكاثرين ت. ماكارثر، و مؤسسة كارنيغي في نيويورك، و صندوق روكفلر براذرز، وصندوق عائلة آندروس.
فتح المركز أبوابه رسمياً في نيويورك في الأول من آذار/ مارس من العام 2011. وخلال فترة ستة أشهر بات المركز يعمل في أكثر من 12 بلداً وكانت المزيد من طلبات المساعدة تتوالى. في العام 2004 عاد المؤسس أليكس بورين إلى جنوب أفريقيا حيث أسس مكتب كايب تاون. وتبع ذلك فتح المكاتب في بروكسل وجنيف في العام 2005. ولدى المركز الدولي حالياً مكاتب في: نيويورك٬ وبيروت٬ وبوغوتا٬ وبروكسل٬ وكيب تاون٬ وجنيف٬ وجاكارتا٬ وكامبالا٬ ومونروفيا٬ ونيروبي والنيبال.

## وصلات خارجية
الصفحة الرئيسية للمركز الدولي للعدالة الانتقالية